# Gayle Beck
Der Gayle Beck ist ein Fluss in den Yorkshire Dales, North Yorkshire, England. Er entsteht am Fuß des Grove Head, fließt in südlicher Richtung und bildet durch den Zusammenfluss mit dem Ribblehead den Fluss Ribble.